# سیارک ۲۶۸۴۲
سیارک ۲۶۸۴۲ (به انگلیسی: 26842 Hefele، نامگذاری:1991TK6) بیست و شش هزار و هشتصد و چهل و دومین سیارک کشف شده‌است که در ۲ اکتبر ۱۹۹۱ کشف شد.